# Mosaisk Nordre Begravelsesplads
Mosaisk Nordre Begravelsesplads er en jødisk kirkegård i Møllegade på Nørrebro. Begravelsespladsen etableredes i 1694 og udvidedes flere gange (1704, 1715, 1748, 1768, 1805, 1831 og 1851), indtil den med udvidelsen i 1855 nåede sin nuværende størrelse.

## Kendte personer begravet på begravelsespladsen
- David Baruch Adler, vekselerer
- Hanna Adler, underviser
- Joel Ballin, grafiker
- Samuel Jacob Ballin, læge
- Sophus Berendsen, fabrikant
- Herman Bing, boghandler
- Jacob Herman Bing, fabrikant
- Meyer Herman Bing, fabrikant
- Gerhard Bonnier, forlagsboghandler
- Simon Aron Eibeschütz, legatstifter
- Liepmann Fraenckel, portrætmaler
- David Halberstadt, grosserer
- Ludvig Heckscher, sagfører
- Nathan Henriques, maler
- Sally Henriques, maler
- Samuel Henriques, maler
- Isaac W. Heyman, erhvervsmand
- Samuel Jacobi, læge
- Ahron Jacobson, gravør
- Albert Jacobson, ædelstenskærer
- David Ahron Jacobson, gravør
- Salomon Ahron Jacobson, gravør
- Isidor Kalckar, maler
- Israel Levin, filolog
- Moritz Levy, nationalbankdirektør
- Moritz G. Melchior, grosserer
- Moses Melchior, grosserer
- Nathan Melchior, øjenlæge
- Moses Mendel, grafiker
- P.G. Philipsen, forlagsboghandler
- Salomon Soldin, boghandler
- Arnold Wallick, teatermaler
- Abraham Wolff, overrabbiner